# Apanteles bilecikensis
Apanteles bilecikensis är en stekelart som först beskrevs av Inanc och Cetin Erdogan 2004.  Apanteles bilecikensis ingår i släktet Apanteles och familjen bracksteklar. Inga underarter finns listade i Catalogue of Life.